# Долець (Силістринська область)
Доле́ць (болг. Долец) — село в Силістринській області Болгарії. Входить до складу общини Дулово.

## Населення
За даними перепису населення 2011 року у селі проживали 494 особи.
Національний склад населення села:
| Національність   | Кількість осіб | Відсоток |
| ---------------- | -------------- | -------- |
| турки            | 381            | 77,3%    |
| цигани           | 101            | 20,5%    |
| інша             | 3              | 0,6%     |
| не визначились   | 6              | 1,2%     |
| Всього відповіли | 493            |          |

Розподіл населення за віком у 2011 році:
Динаміка населення: